# Isaac Price
Isaac Price, né le 26 septembre 2003 à Pontefract en Angleterre, est un footballeur international nord-irlandais qui joue au poste de milieu de terrain à West Bromwich Albion.

## Biographie

### En club

#### Everton
Né à Pontefract en Angleterre, Isaac Price est formé par l'Everton FC. Il signe son premier contrat professionnel le 28 septembre 2020 avec les Toffees, le liant au club jusqu'en juin 2023.
Price joue son premier match en professionnel le 3 mars 2022, lors d'une rencontre de coupe d'Angleterre face à Boreham Wood. Il entre en jeu à la place de Michael Keane et son équipe l'emporte par deux buts à zéro,. Il fait sa première apparition en Premier League le 22 mai 2022, contre l'Arsenal FC. Il entre en jeu à la place de Tom Davies lors de ce match perdu par Everton (5-1 score final).

#### Standard de Liège
Lors de l'été 2023, Isaac Price signe au Standard de Liège, en Belgique. Le transfert est annoncé le 10 juin 2023 pour un contrat de quatre saisons, soit jusqu'en juin 2027. Le 30 juillet 2023, il est titulaire pour le premier match du championnat de Belgique (défaite à Saint-Trond VV 1-0). Il est considéré comme titulaire au début de saison par son coach Carl Hoefkens mais est ensuite relégué au rang de remplaçant. Le 8 octobre, monté au jeu une vingtaine de minutes plus tôt, il marque contre le Club Bruges, d'un tir croisé depuis la limite du grand rectangle, son premier but pour les Rouches à la 90e minute, synonyme de victoire (2-1) pour son équipe. Le 7 décembre 2023, titulaire au milieu de terrain, il prend le premier carton rouge de sa carrière lors du match comptant pour les huitièmes de finale de la Coupe de Belgique opposant Anderlecht au Standard de Liège qui se soldera sur le score de 2-0.

#### West Bromwich Albion
Lors du mercato hivernal 2024-2025, il signe à West Bromwich Albion, qui évolue en Championship.

### En sélection
Il représente l'équipe d'Irlande du Nord des moins de 17 ans, jouant deux matchs en 2019.
Le 6 mars 2023, Isaac Price est convoqué pour la première fois avec l'équipe nationale d'Irlande du Nord par le sélectionneur Michael O'Neill,. Price honore sa première sélection lors de ce rassemblement, le 23 mars 2023, contre Saint-Marin. Il entre en jeu à la place de Ciaron Brown lors de cette rencontre remportée par les siens sur le score de deux buts à zéro,.
Le 7 septembre 2023, Price inscrit son premier but en sélection, face à la Slovénie. Il est titularisé ce jour-là mais ne peut empêcher la défaite de son équipe (4-2 score final),.